# 884 (číslo)
Osm set osmdesát čtyři je přirozené číslo. Římskými číslicemi se zapisuje DCCCLXXXIV a řeckými číslicemi ωπδʹ. Následuje po čísle osm set osmdesát tři a předchází číslu osm set osmdesát pět.

## Matematika
884 je:
- Deficientní číslo
- Složené číslo
- Nešťastné číslo

## Astronomie
- (884) Priamus je planetka ze skupiny Trojánů, kterou v roce 1917 objevil Max Wolf
- NGC 884 je otevřená hvězdokupa v souhvězdí Persea

## Roky
- 884
- 884 př. n. l.